# کوتوماتسوکامی
کوتوماتسوکامی (به ژاپنی: 別天神 Kotoamatsukami)، به معنای کامی‌های بهشتی، نام جمعیِ اولین خدایانی است که در زمان خلقت جهان به وجود آمده‌اند. آنها در در زمان ایجاد جهان آسمان یا  تاکاماگاهارا، متولد شدند. برخلاف خدایان بعدی، این خدایان بدون هیچ گونه زاد و ولدی متولد شدند.